# 陳光復
陳光復（1955年10月25日—），中華民國政治人物，民主進步黨籍，生於澎湖縣湖西鄉，現任澎湖縣縣長，曾任總統府國策顧問、澎湖縣縣長（第17屆）、台灣國際標準電子股份有限公司董事長。

## 早年生平
1955年，陳光復出生於澎湖縣湖西鄉，父親從事木匠。幼時即隨父親搬到高雄市。先後就讀高雄市立忠孝國小、苓雅國中、復華中學、臺中喜信聖經學院。
其在中學與大專時期即從事送報紙、電器行與營建公司等工作。據其回憶，當時送報紙送了五年，送完才去高中上學。

## 參與政治
1979年高雄美麗島事件發生，開啟陳光復參與政治之路。在美麗島事件發生前，陳光復即常關心美麗島雜誌社社務。1981年，陳光復首次以黨外身份競選高雄市升格直轄市後首屆高雄市議員選舉，並有「黨外獨眼龍」的外號。然而並未當選。1985年，陳光復於苓雅區參選高雄市第二屆市議員選舉，當選高雄市第二屆高雄市議員，12月就任。
1988年，時任高雄市市長蘇南成因市政大樓弊案遭到監察院介入調查，2月1日遭監委彈劾，然而先是9月2日第三次彈劾案審查會流會，在9月15日彈劾案審察會以8比3否決「彈蘇案」。引起市議員陳光復於9月17日率領王文輝、翁天爵等45人至監察院抗議，並以並以焚香燒冥紙、輓聯、鮮花設置、印製「不死老賊監察院，行惡多年強吸民血，因患有南成型癌症，幸於西元一九八八年九月十五日中午十二時十五分，因彈蘇案衰竭，病逝臺灣客棧...」訃文一千多份分發路人等形式為監察院「治喪」，陳光復並自任「監察院治喪委員會主任委員」。反而遭到警方踩熄焚燒的冥紙、採取驅散措施逮捕，依違反「集會遊行法」等幾項罪嫌移送法辦，隔年5月，臺灣高等法院依「偽造文書罪」，判陳光復有期徒刑十個月，陳光復放棄上訴並入監服刑。當時辯護律師為陳水扁。
1989年，陳光復連任第三屆市議員。1992年於高雄市選區參選首屆國會改選選舉，當選第二屆立法委員，後連任第三屆立法委員。
陳光復曾任臺灣省諮議員、民進黨中執委、民進黨高雄市黨部主委、民進黨全國黨代表、《首都早報》高雄管理處處長、澎湖第一酒廠董事長和高雄市澎湖同鄉會顧問等職位。

## 返鄉參選
據陳光復言，在擔任立委期間，其父親即希望陳光復身為國會議員能為澎湖服務。卸任立委後，適逢雙親逝世，陳光復遂決定返鄉參選。2001年，陳光復返鄉代表民進黨參與澎湖縣縣長選舉，歷經兩次縣長選舉（2001、2005），一次立法委員選舉失利，2014年陳光復第三度獲民進黨提名參選澎湖縣縣長，並擊敗中國國民黨提名的時任馬公市市長蘇崑雄順利當選。
2017年7月，超越高植澎成為任職時間最長的民進黨籍縣長。2018年11月24日，陳光復遭回鍋參選的國民黨籍候選人賴峰偉擊敗，連任失利。
2022年8月9日，經民進黨徵召再次參選澎湖縣縣長，並擊敗時任縣長賴峰偉，順利當選。

## 軼事
- 陳光復幼年時即因受傷而左眼失明。[9]2015年，右眼曾一度因操勞過度視網膜破裂，赴高雄就醫開刀之後有所改善。[10]

## 選舉紀錄
| 年度 | 選舉屆數               | 選舉區           | 所屬政黨   | 得票數 | 得票率 | 當選標記 | 備註 |
| ---- | ---------------------- | ---------------- | ---------- | ------ | ------ | -------- | ---- |
| 1981 | 第一屆高雄市議員選舉   | 高雄市第五選舉區 | 無黨籍     | 3,424  | 4.48%  |          |      |
| 1985 | 第二屆高雄市議員選舉   | 高雄市第五選舉區 | 無黨籍     | 9,054  | 9.84%  |          |      |
| 1989 | 第三屆高雄市議員選舉   | 高雄市第五選舉區 | 民主進步黨 | 15,800 | 15.39% |          |      |
| 1992 | 第二屆立法委員選舉     | 高雄市第二選舉區 | 民主進步黨 | 38,234 | 12.49% |          |      |
| 1995 | 第三屆立法委員選舉     | 高雄市第二選舉區 | 民主進步黨 | 27,381 | 9.16%  |          |      |
| 1998 | 第四屆立法委員選舉     | 高雄市第二選舉區 | 建國黨     | 17,898 | 5.11%  |          |      |
| 2001 | 第十四屆澎湖縣縣長選舉 | 澎湖縣           | 民主進步黨 | 14,447 | 36.25% |          |      |
| 2005 | 第十五屆澎湖縣縣長選舉 | 澎湖縣           | 民主進步黨 | 23,964 | 48.16% |          |      |
| 2008 | 第七屆立法委員選舉     | 澎湖縣選舉區     | 民主進步黨 | 15,356 | 39.76% |          |      |
| 2014 | 第十七屆澎湖縣縣長選舉 | 澎湖縣           | 民主進步黨 | 29,164 | 55.34% |          |      |
| 2018 | 第十八屆澎湖縣縣長選舉 | 澎湖縣           | 民主進步黨 | 17,347 | 32.78% |          |      |
| 2022 | 第十九屆澎湖縣縣長選舉 | 澎湖縣           | 民主進步黨 | 18,777 | 36.64% |          |      |

## 外部連結
- 陳光復的Facebook專頁
- YouTube上的陳光復頻道
- 立法院陳光復資料 （页面存档备份，存于）
- 澎湖第一酒廠 （页面存档备份，存于）
- YouTube上的專訪委身澎湖獨眼龍縣長陳光復 有夢上水 第一百六十一集 陳水扁主持

| 中華民國政府職務 | 中華民國政府職務                                   | 中華民國政府職務 |
| ---------------- | -------------------------------------------------- | ---------------- |
| 澎湖縣政府       |                                                    |                  |
| 前任： 王乾發    | 澎湖縣縣長 第十七屆 2014年12月25日－2018年12月25日 | 繼任： 賴峰偉    |
| 前任： 賴峰偉    | 澎湖縣縣長 第十九屆 2022年12月25日－               | 繼任： 現任      |